# And I
And I (in italiano: E Io) è il quarto ed ultimo singolo estratto dall'album di debutto di Ciara, Goodies. È stata interamente scritta ed eseguita solo da Ciara.
Inizialmente era stata scelta come terzo singolo, ma poi fu declinato e divenne il quarto.
Ciara ad un'intervista dichiarò che "Thug Style" o "Pick Up the Phone" doveva essere il quarto singolo, ma quando Ciara ha suggerito come quarto singolo "And I" ai dirigenti della LaFace records, sono stati infelici perché volevano "Next To You" come quarto singolo.

## Video
Il video di And I è stato diretto da Fat Cats ed è vagamente basato sul film del 1992 Guardia del corpo, con Kevin Costner e Whitney Houston. Il video si svolge in un bosco ed inizia con la guardia del corpo di Ciara che bussa alla porta di un pullman e la cantante scende. Carmelo Anthony prende il ruolo del ragazzo di Ciara. Nel video, Ciara sta girando un film, ambientato appunto in un bosco. Durante le riprese del film Ciara vede il suo ragazzo che parla con un'altra donna.
Nella seconda parte del video, invece, la guardia del corpo di Ciara le apre lo sportello dell'auto per farla scendere e all'esterno ci sono molti suoi numerosi fan con cartelloni con su scritto "Ciara WE LOVE YOU" oppure "Ciara I LOVE U". Un fan poi cerca di abbracciare Ciara, ma una guardia del corpo lo respinge. Ciara insieme alla sua guardia del corpo si avviano nel suo rimorchio per andare a trovare il ragazzo, ma quando la guardia apre la porta vede che il ragazzo si stava baciando con un'altra donna e allora non fa entrare Ciara. La cantante poi si siede su un tronco per le riprese e la guardia nota che una luce si stava per staccare e sarebbe cascata sopra la cantante, così la scansa e si abbracciano, capendo che in realtà sono loro due ad amarsi. Il video termina con Ciara che porta un cavallo nel bosco. È il primo video della cantante in cui non sono presenti delle coreografie.

## Tracce
CD Promozionale
1. And I (Album version)
2. And I (Strumentale)

## Chart
| Chart (2005)                                    | Peak position |
| ----------------------------------------------- | ------------- |
| U.S. Billboard Hot 100                          | 96            |
| U.S. Billboard Hot R&B/Hip Hop Singles & Tracks | 27            |